# SV Vespo
Maillots
Le SV Vespo est un club bonairien de football basé à Kralendijk, la capitale de l'île.

## Histoire
Fondé à Rincon en 1959, le SV Vespo est l'un des plus anciens clubs fondés sur l'île. Il est créé un an avant la naissance de l'autre club de la ville, le Real Rincon. Il compte deux titres de champion à son palmarès. Il a également participé à cinq reprises au championnat des Antilles néerlandaises, sans jamais réussir à le remporter.

## Palmarès
- Kampionato (2) :
  - Vainqueur en 1995 et 2007